# نيكولاس جياني
نيكولاس جياني (بالإسبانية: Nicolás Gianni) (9 مارس 1982 في الأرجنتين - ) هو لاعب كرة قدم أرجنتيني في مركز الوسط. لعب مع أرجنتينوس جونيورز وتشاكاريتا جيونيورز وديفينسوريس دي بيلغرانو ونادي أونيفرسيداد كاتوليكا وCrucero del Norte ‏ ونادي مانتا لكرة القدم وGimnasia y Tiro ‏ وAEK Kouklia ‏ وClub Atlético Fénix ‏ وDeportivo Coopsol ‏ وإستوديانتس دي ماردة ‏.

## وصلات خارجية
- نيكولاس جياني على موقع قاعدة بيانات كرة القدم.إي يو (الإنجليزية)
- نيكولاس جياني على موقع Soccerway.com (الإنجليزية)
- نيكولاس جياني على موقع عالم كرة القدم.نت (الإنجليزية)